# Ернст Штірінгер
Ернст Штірінгер (нім. Ernst Stieringer; 23 червня 1891, Цербст — 23 липня 1975, Ганновер) — німецький офіцер, віцеадмірал-інженер крігсмаріне (1 квітня 1942). Кавалер Німецького хреста в сріблі.

## Біографія
1 жовтня 1910 року вступив військовим інженером в кайзерліхмаріне. Учасник Першої світової війни. Після демобілізації армії залишений в рейхсмаріне. З 28 жовтня 1938 року — інспектор 11-ї інспекції озброєнь (Ганновер). 1 березня 1944 року переданий в розпорядження головнокомандувача ВМС в Північному морі. З 1 січня 1945 року — уповноважений представник відділу замовлення і запасу моторизованої техніки ОКВ. 30 квітня 1945 року звільнений у відставку.

## Нагороди
- Залізний хрест 2-го і 1-го класу
- Золотий хрест «За цивільні заслуги» (Австро-Угорщина) з короною
- Військова медаль (Османська імперія)
- Нагрудний знак підводника (1918)
- Медаль «За вислугу років» (Пруссія) 3-го класу (9 років)
- Сілезький Орел 2-го і 1-го ступеня
- Почесний хрест ветерана війни з мечами
- Медаль «За вислугу років у Вермахті» 4-го, 3-го, 2-го і 1-го класу (25 років)
- Медаль «У пам'ять 1 жовтня 1938»
- Хрест Воєнних заслуг 2-го і 1-го класу з мечами
- Німецький хрест в сріблі (3 лютого 1945)